# Telipogon austroperuvianus
Telipogon austroperuvianus är en orkidéart som beskrevs av Nauray och Antonio Galán de Mera. Telipogon austroperuvianus ingår i släktet Telipogon och familjen orkidéer.
Artens utbredningsområde är Peru. Inga underarter finns listade i Catalogue of Life.